# 普济桥 (青浦区)
31°02′14″N 120°54′57″E / 31.03715°N 120.91582°E
普济桥，俗称圣堂桥、紫石桥，位于中华人民共和国上海市青浦区金泽镇南市梢、颐浩寺前，是一座宋朝古桥，也是上海境内最古的古桥。

## 特点
普济桥建于南宋咸淳年间，清雍正年间重修。为单跨圆弧形石拱桥，拱圈石料用紫石筑砌。桥长26.7米，宽2.75米，拱圈并列砌置，与赵州桥相似。桥面较窄、上下桥坡度较缓，利于水上船只交通和陆上行人通行，均为宋代桥梁的建造特点。唐寰澄曾称赞：“论上海古桥之大，惟朱家角放生桥；之古，当推普济桥。”1962年9月7日，被公布为上海市文物保护单位。1987年11月17日，上海市人民政府列为第四批文物保护单位。1999年，进行较大修理。